# Линчхерст (Њу Џерзи)
Линчхерст (енгл. Lyndhurst) град је у америчкој савезној држави Њу Џерзи.

## Демографија
По попису из 2000. године број становника је 19.383.
| Група             | 2000.          | 2010.    |
| Белци             | 16.166 (83,4%) | 0 (0,0%) |
| Афроамериканци    | 119 (0,6%)     | 0 (0,0%) |
| Азијати           | 1.046 (5,4%)   | 0 (0,0%) |
| Хиспаноамериканци | 1.744 (9,0%)   | 0 (0,0%) |
| Укупно            | 19.383         | 0        |